# Ipu (gemeente)
Ipu is een gemeente in de Braziliaanse deelstaat Ceará. De gemeente telt 41.052 inwoners (schatting 2009).
De gemeente grenst aan Pires Ferreira, Reriutaba, Guaraciaba do Norte, Ipueiras, Hidrolândia, Pires Ferreira en Croatá.